# Rodopi (obwód Chaskowo)
Rodopi (bułg. Родопи) – wieś w południowej Bułgarii, w obwodzie Chaskowo i gminie Chaskowo. Według danych Narodowego Instytutu Statystycznego, 31 grudnia 2011 roku wieś liczyła 112 mieszkańców.